# 理查德·沃爾芬斯坦
理查德·沃爾芬斯坦（Richard Wolffenstein）是德國化學家。
他1895年通過丙酮與過氧化氫反應發現了過氧化丙酮。
他又於1913年發現的Wolffenstein-Böters反應。讓苯與硝酸硝酸汞混合水溶液作用生成2,4,6-三硝基苯酚。而2,4,6-三硝基苯酚又被稱為黃色炸藥。

## 傳記
沃爾芬斯坦曾在萊比錫大學、海德堡大學、慕尼黑大學和柏林學習。他於1888年被授予博士頭銜，並成為柏林獸醫hochschule的助理，後來在阿爾貝特·拉登堡化學家的布雷斯勞大學擔任助理。1893年，他回到了現稱柏林工業大學的技術學院，並於1895年獲得資格於1921年成為化學教授。